# Leopold Stokowski
Leopold Anthony “Antoni” Stokowski, né le 18 avril 1882 à Londres (Royaume-Uni) et mort le 13 septembre 1977 à Nether Wallop (Hampshire, Royaume-Uni), est un chef d'orchestre britannique d'origine polonaise par son père et irlandaise par sa mère.

## Biographie
Fils d'un ébéniste d'origine polonaise, Kopernik Joseph Boleslawowicz Stokowski et de son épouse, Annie-Marion (née Moore), d'origine irlandaise, née à Northampton, Stokowski est né Léopold Anthony Stokowski à Londres le 18 avril 1882. Plus tard, il a changé son deuxième prénom pour Antoni, respectant ainsi la graphie polonaise. Il a souvent donné 1887 comme son année de naissance à Cracovie au lieu de 1882 à Londres mais le certificat de naissance donne bien le 18 avril 1882, au 13 Upper Marylebone Street (aujourd'hui New Cavendish Street), dans le Marylebone District de Londres. Cette mystification aurait pour origine sa première femme, Olga Samaroff. Celle-ci, née Lucy Mary Agnes Hickenlooper, au Texas jugeait plus « commercial » une origine slave. Elle demanda alors à son mari de travestir son lieu de naissance. Stokowski porte le nom de son grand-père paternel, Léopold, décédé dans le comté anglais de Surrey le 13 janvier 1879, à l'âge de 49 ans.  
D'abord organiste, il commence son activité de chef d'orchestre à Cincinnati (Cincinnati Symphony Orchestra) en 1908, avant de diriger l'orchestre de Philadelphie de 1912 à 1938. Il dirige ensuite le Symphony of the Air Orchestra (anciennement NBC Symphony Orchestra) et l'Orchestre du Hollywood Bowl, puis est invité à la tête des orchestres européens les plus prestigieux. Par ailleurs il fut régulièrement invité à la tête du New York Philharmonic tout au long des années 1940. 
Sa carrière de chef d'orchestre a eu une longévité remarquable, puisqu'il a dirigé des formations de 1908 à 1972, année de son retour sur sa terre natale, tandis qu'en 1976, il signait un contrat pour des enregistrements qui auraient pu le voir diriger un orchestre jusqu'à l'année de ses cent ans, s'il n'était mort l'année suivante d'une crise cardiaque. En Grande-Bretagne, il fut lié principalement au London Symphony Orchestra.

## Vie privée
Il fut, de 1911 à 1923, le second mari de la pianiste Olga Samaroff. Ils eurent une fille : Sonya Maria Noel Stokowski (née le 24 décembre 1921) qui devint actrice. Sa deuxième épouse fut l'héritière de Johnson & Johnson, Evangeline Love Brewster Johnson (1897–1990), artiste et aviatrice, avec laquelle il fut marié de 1926 à 1937. Ils ont eu deux filles: Gloria Luba Stokowski et Andrea Sadja Stokowski. Le couple divorça car Stokowski avait une liaison avec Greta Garbo. Enfin, en 1945, il épousa Gloria Laura Vanderbilt qui lui donna deux fils, Leopold Stanislaus Stokowski (né en 1950) et Christopher Stokowski (né en 1952). Ils ont divorcé en 1955.

## Arrangements orchestraux
Très connu pour la liberté qu'il prenait parfois à modifier les œuvres jouées, il a réalisé de nombreuses transcriptions orchestrales d'œuvres pour orgue de Jean-Sébastien Bach, dont la célèbre Toccata et fugue BWV 565 pour orgue en ré mineur. Ses transcriptions sont encore jouées aujourd'hui, notamment par les chefs d'orchestre Wolfgang Sawallisch, Matthias Bamert, Esa-Pekka Salonen ou José Serebrier.
Il a également composé des arrangements pour le dessin animé musical Fantasia (1940), de Walt Disney, dans lequel il apparaît également, à la tête de l'Orchestre de Philadelphie, dans les séquences « intermédiaires ».

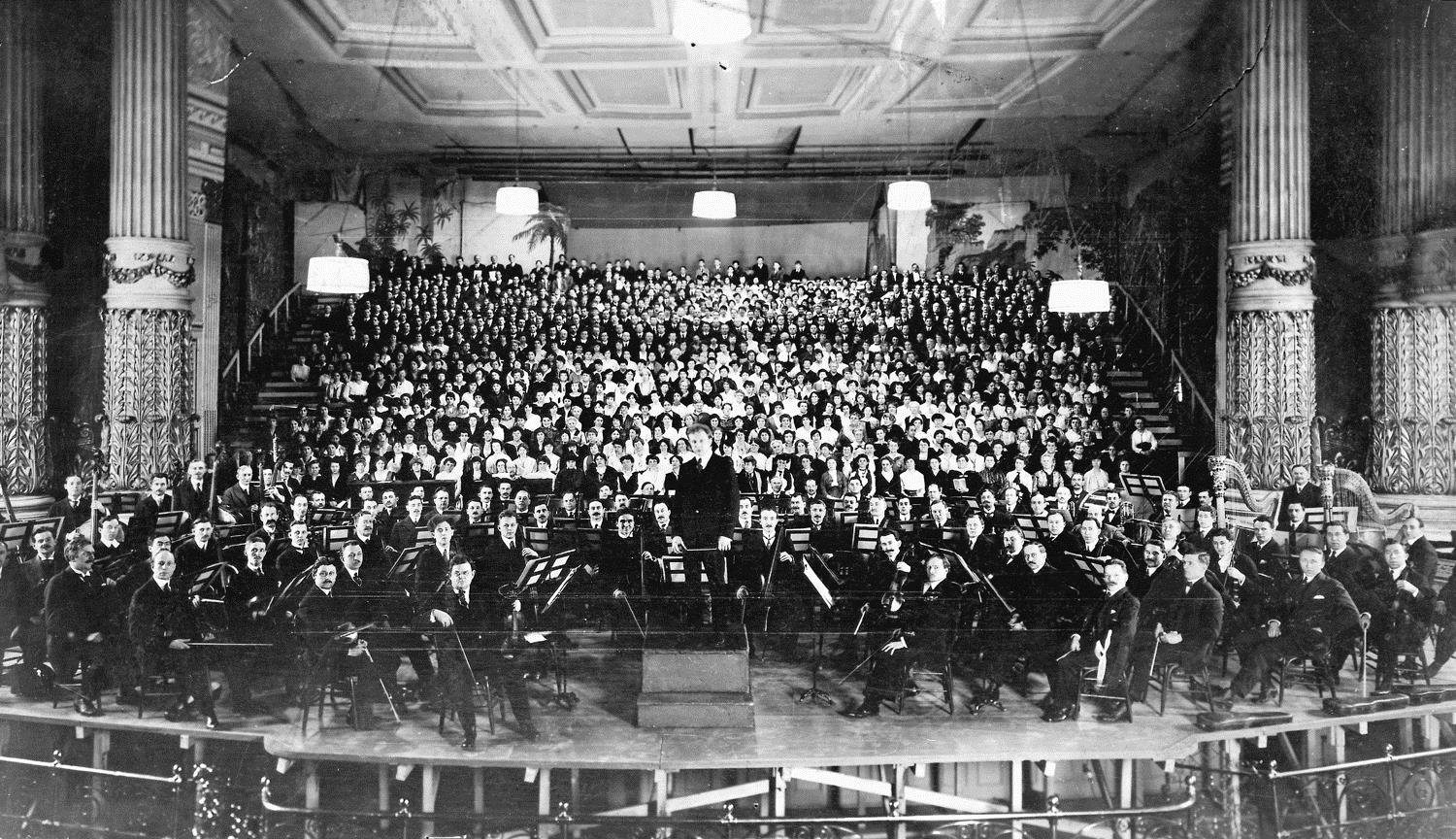
Stokowski et le Philadelphia Orchestra le 2 mars 1916 pour la première américaine de la Symphonie no 8 de Mahler.

## Répertoire
Son répertoire est très vaste, avec une large place donnée au répertoire postromantique. Il a notamment assuré la première américaine de la Symphonie no 8 de Gustav Mahler en 1916 ou, en 1926, celles d'Amériques d'Edgard Varèse et (aux côtés, notamment, de Georges Enesco et Germaine Tailleferre) de Noces d'Igor Stravinsky, ainsi qu'en 1936 de celle de la Symphonie n° 1 de Tikhon Khrennikov.
Stokowski dirigeait également des œuvres du répertoire classique, telles les symphonies de Beethoven, de Brahms et les extraits orchestraux de Richard Wagner.

## Anecdotes
Arturo Toscanini, qui détestait Stokowski, lui écrivit une lettre dans laquelle il le traitait de « bon pour l'asile » (“Believe me, you are ready for mad-house or for jail… Hurry up!!!”). Toscanini venait d'écouter une exécution par Stokowski de la Symphonie de César Franck. La lettre ne fut jamais envoyée, sans doute à l'initiative d'un de ses fils.
Les Looney Tunes rendent hommage à Stokowski dans l'épisode Bugs Bunny Casse-noisettes.

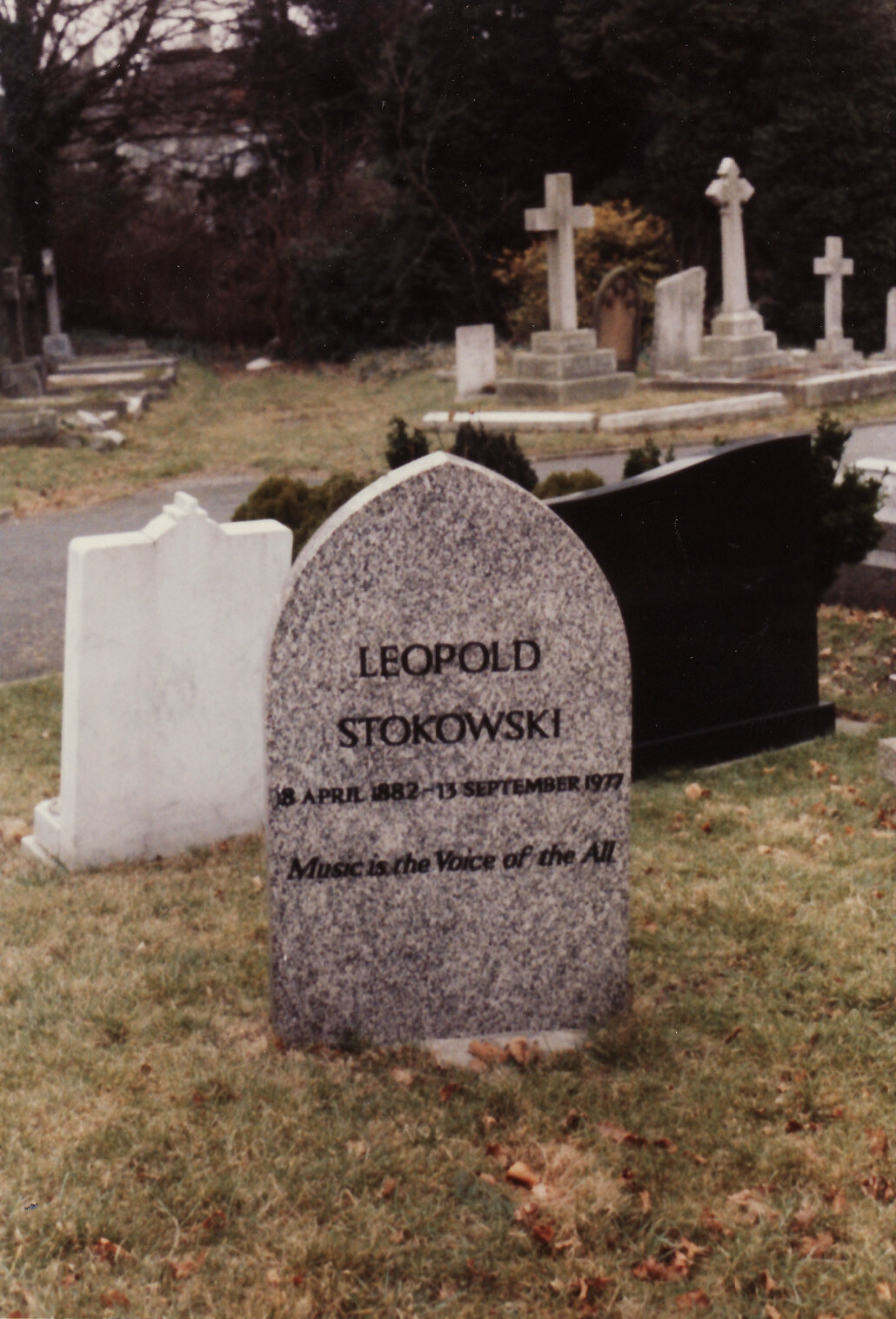
Tombe de Stokowski à l'East Finchley Cemetery.

## Discographie
Discographie complète par année avec de nombreuses informations